# Mattheus II van Lotharingen
Mattheus II van Lotharingen (circa 1193 - 9 februari 1251) was van 1220 tot aan zijn dood hertog van Opper-Lotharingen.

## Levensloop
Mattheus II was de tweede zoon van hertog Ferry II van Lotharingen en Agnes van Bar, dochter van graaf Theobald I van Bar. In 1220 volgde hij zijn oudere broer Theobald I op als hertog van Opper-Lotharingen.
Onmiddellijk na zijn troonsbestijging stond Mattheus de stad Nancy af aan de weduwe van zijn broer Gertrudis van Dagsburg, die hertrouwde met graaf Theobald IV van Champagne. Theobald IV hoopte via dit huwelijk om aan het graafschap Metz te geraken, maar dit mislukte waardoor Theobald Gertrudis verstootte. Theobald IV en Gertrudis hadden geen kinderen, waardoor Nancy na haar dood in 1225 terug naar Mattheus II ging.
Mattheus begeleidde keizer Frederik II in 1228 tijdens de Zesde Kruistocht en in 1235 begeleidde hij de keizer naar Italië. Op die manier herstelde hij de goede band die het hertogdom Opper-Lotharingen al bijna 200 jaar had met het Heilige Roomse Rijk, die even onderbroken werd door de oorlog van zijn oudere broer Theobald I tegen keizer Frederik II. 
Tijdens zijn bewind kreeg Mattheus II te maken met enkele opstandige edelen, waaronder de graaf van Lunéville, die discreet gesteund werd door het graafschap Bar. Mattheus slaagde erin om de graaf van Lunéville te verslaan, waarna het graafschap terug aangehecht werd aan het hertogdom Opper-Lotharingen. Vrede kwam er echter niet: de tegenstanders van Mattheus II (graaf Hendrik II van Bar, graaf Hugo II van Vaudémont en de bisschop van Toul) vielen namelijk in 1230 Opper-Lotharingen binnen, plunderden het hertogdom en ze namen eveneens enkele kastelen in.
Na de dood van Hendrik II van Bar in 1240 probeerde Mattheus zijn verloren kastelen terug te veroveren op Hendriks jongste zoon en opvolger Theobald II van Bar. Dit mislukte echter. In 1245 kwam het wel tot een vrede tussen Mattheus II en Theobald II, die enkele decennia zou standhouden. Toen keizer Frederik II datzelfde jaar door paus Innocentius IV werd geëxcommuniceerd, distantieerde Mattheus II zich van het keizerlijke kamp en in 1247 sloot hij zich aan tot het pauselijke kamp van Innocentius IV. 
De laatste jaren van zijn leven onderhandelde Mattheus het winstgevende huwelijk van zijn zoon met de dochter van graaf Theobald IV van Champagne, die inmiddels koning van Navarra was geworden. In 1251 stierf Mattheus II.

## Huwelijk en nakomelingen
In 1225 huwde Mattheus met Catharina (overleden in 1255), dochter van hertog Walram III van Limburg. Ze kregen volgende kinderen:
- Ferry III (1240-1302), hertog van Opper-Lotharingen
- Laura, huwde in 1250 met burggraaf van Troyes Jan van Dampierre en daarna met heer van Mirebeau en Autrey Willem van Vergy
- Isabella (overleden in 1266), huwde eerst met Willem van Vienne en daarna in 1256 met Jan van Chalon
- Catharina, huwde in 1255 met Richard van Montfaucon, zoon van graaf Diederik III van Montbéliard
- Adelina (overleden rond 1278), huwde met baron van Vaud Lodewijk van Savoye

## Voorouders
| Voorouders van Mattheus II van Lotharingen (1193-1251) | Voorouders van Mattheus II van Lotharingen (1193-1251)               | Voorouders van Mattheus II van Lotharingen (1193-1251)               | Voorouders van Mattheus II van Lotharingen (1193-1251)               | Voorouders van Mattheus II van Lotharingen (1193-1251)               | Voorouders van Mattheus II van Lotharingen (1193-1251)       | Voorouders van Mattheus II van Lotharingen (1193-1251)       | Voorouders van Mattheus II van Lotharingen (1193-1251)            | Voorouders van Mattheus II van Lotharingen (1193-1251)            |
| ------------------------------------------------------ | -------------------------------------------------------------------- | -------------------------------------------------------------------- | -------------------------------------------------------------------- | -------------------------------------------------------------------- | ------------------------------------------------------------ | ------------------------------------------------------------ | ----------------------------------------------------------------- | ----------------------------------------------------------------- |
| Overgrootouders                                        | Mattheus I van Lotharingen (1110-1175) ∞ Bertha van Zwaben (-1195)   | Mattheus I van Lotharingen (1110-1175) ∞ Bertha van Zwaben (-1195)   | Mieszko III (1126-1202) ∞ Elisabeth van Hongarije (1128-1154)        | Mieszko III (1126-1202) ∞ Elisabeth van Hongarije (1128-1154)        | Reinoud II van Bar (-1170) ∞ Agnes van Champagne (-1207)     | Reinoud II van Bar (-1170) ∞ Agnes van Champagne (-1207)     | Lodewijk I van Loon (1107-1171) ∞ Agnes van Metz (1114-1175/1180) | Lodewijk I van Loon (1107-1171) ∞ Agnes van Metz (1114-1175/1180) |
| Grootouders                                            | Ferry I van Lotharingen (1143-1206) ∞ Ludmilla van Polen (1153-1223) | Ferry I van Lotharingen (1143-1206) ∞ Ludmilla van Polen (1153-1223) | Ferry I van Lotharingen (1143-1206) ∞ Ludmilla van Polen (1153-1223) | Ferry I van Lotharingen (1143-1206) ∞ Ludmilla van Polen (1153-1223) | Theobald I van Bar (1138-1214) ∞ Laurette van Loon (-1184)   | Theobald I van Bar (1138-1214) ∞ Laurette van Loon (-1184)   | Theobald I van Bar (1138-1214) ∞ Laurette van Loon (-1184)        | Theobald I van Bar (1138-1214) ∞ Laurette van Loon (-1184)        |
| Ouders                                                 | Ferry II van Lotharingen (-1213) ∞ Agnes van Bar (1177-1226)         | Ferry II van Lotharingen (-1213) ∞ Agnes van Bar (1177-1226)         | Ferry II van Lotharingen (-1213) ∞ Agnes van Bar (1177-1226)         | Ferry II van Lotharingen (-1213) ∞ Agnes van Bar (1177-1226)         | Ferry II van Lotharingen (-1213) ∞ Agnes van Bar (1177-1226) | Ferry II van Lotharingen (-1213) ∞ Agnes van Bar (1177-1226) | Ferry II van Lotharingen (-1213) ∞ Agnes van Bar (1177-1226)      | Ferry II van Lotharingen (-1213) ∞ Agnes van Bar (1177-1226)      |